# Ashford & Simpson

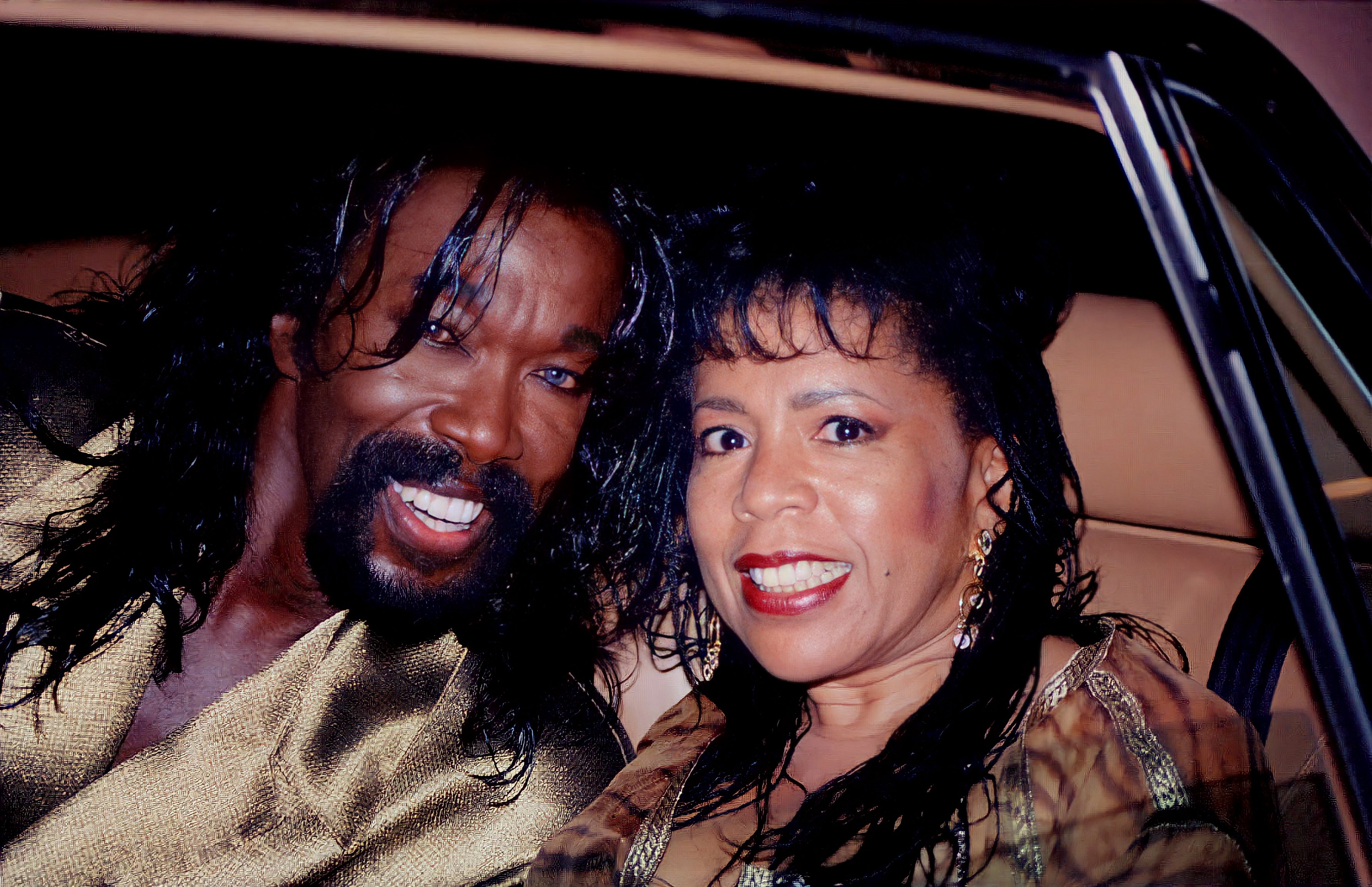
Ashford & Simpson i New York, mars 2000.

Ashford & Simpson var en amerikansk musikerduo bestående av Nickolas Ashford (född 4 maj 1942 i Fairfield County i South Carolina, död 22 augusti 2011 i New York) och Valerie Simpson (född 26 augusti 1946 i Bronx i New York).
Duon skrev under sin karriär en rad låtar som kom att bli några av musikhistoriens klassiker.
Paret slog igenom 1966 då Ray Charles släppte deras låt Let's go get stoned. I slutet av 60-talet knöts de till skivbolaget Motown. Det riktigt stora genombrottet för Ashford och Simpson kom 1967 då duon skrev Marvin Gaye och Tammi Terrells duett "Ain't No Mountain High Enough", följt av låtar som Ain't nothing like the real thing och You're all I need to get by. Deras låt I'm every woman hör också till de mest kända. Låten har sjungits in av såväl  Whitney Houston som Chaka Khan. Bland övriga artister som spelat in låtskrivarduons hits finns Diana Ross, Stevie Wonder och Luther Vandross.

## Diskografi

### Album

#### Valerie Simpson
| 1971                                                | Exposed         | 159 | 30 | Motown |
| 1972                                                | Valerie Simpson | 162 | 50 | Motown |
| 1977                                                | Keep It Comin'  | —   | —  | Motown |
| "—" markerar att albumet inte tog sig in på listan. |                 |     |    |        |

#### Ashford & Simpson
| År                                                                           | Album                  | Listposition | Listposition | Listposition | US- certifikat | Skivbolag      |
| År                                                                           | Album                  | US           | US R&B       | UK           | US- certifikat | Skivbolag      |
| ---------------------------------------------------------------------------- | ---------------------- | ------------ | ------------ | ------------ | -------------- | -------------- |
| 1973                                                                         | Gimme Something Real   | 156          | 18           | —            | —              | Warner Bros.   |
| 1974                                                                         | I Wanna Be Selfish     | 195          | 21           | —            | —              | Warner Bros.   |
| 1976                                                                         | Come as You Are        | 189          | 35           | —            | —              | Warner Bros.   |
| 1977                                                                         | So So Satisfied        | 180          | 30           | —            | —              | Warner Bros.   |
| 1977                                                                         | Send It                | 52           | 10           | —            | Guld           | Warner Bros.   |
| 1978                                                                         | Is It Still Good to Ya | 20           | 1            | —            | Guld           | Warner Bros.   |
| 1979                                                                         | Stay Free              | 23           | 3            | —            | Guld           | Warner Bros.   |
| 1980                                                                         | A Musical Affair       | 38           | 8            | —            | —              | Warner Bros.   |
| 1981                                                                         | Performance            | 125          | 45           | —            | —              | Warner Bros.   |
| 1982                                                                         | Street Opera           | 45           | 5            | —            | —              | Capitol        |
| 1983                                                                         | High-Rise              | 84           | 14           | —            | —              | Capitol        |
| 1984                                                                         | Solid                  | 29           | 1            | 42           | Guld           | Capitol        |
| 1986                                                                         | Real Love              | 74           | 12           | —            | —              | Capitol        |
| 1989                                                                         | Love or Physical       | 135          | 28           | —            | —              | Capitol        |
| 1996                                                                         | Been Found             | —            | 49           | —            | —              | Hopsack & Silk |
| 1996                                                                         | The Real Thing         | —            | 59           | —            | —              | Media Push     |
| "—" markerar att albumet inte tog sig in på listan eller inte certifierades. |                        |              |              |              |                |                |

### Singlar

#### Valerie Simpson
| 1971                                                | "Can't It Wait Until Tomorrow" | —  | —  | Motown |
| 1972                                                | "Silly Wasn't I"               | 63 | 24 | Motown |
| "—" markerar att singeln inte tog sig in på listan. |                                |    |    |        |

#### Ashford & Simpson
| År                                                  | Singel                                           | Listposition | Listposition | Listposition | Listposition | Listposition | Album                  |
| År                                                  | Singel                                           | US           | US R&B       | US Dance     | US A/C       | UK           | Album                  |
| --------------------------------------------------- | ------------------------------------------------ | ------------ | ------------ | ------------ | ------------ | ------------ | ---------------------- |
| 1964                                                | "I'll Find You" (som Valerie & Nick)             | 117          | —            | —            | —            | —            | Ej på album            |
| 1964                                                | "Somebody's Lying on Love" (som Valerie & Nick)  | —            | —            | —            | —            | —            | Ej på album            |
| 1964                                                | "You Don't Owe Me Anything" (som Valerie & Nick) | —            | —            | —            | —            | —            | Ej på album            |
| 1973                                                | "(I'd Know You) Anywhere"                        | 88           | 37           | —            | —            | —            | Gimme Something Real   |
| 1974                                                | "Have You Ever Tried It"                         | —            | 77           | —            | —            | —            | Gimme Something Real   |
| 1974                                                | "Main Line"                                      | —            | 37           | —            | —            | —            | I Wanna Be Selfish     |
| 1974                                                | "Everybody's Got to Give It Up"                  | —            | 53           | —            | —            | —            | I Wanna Be Selfish     |
| 1975                                                | "Bend Me"                                        | —            | 73           | —            | —            | —            | Gimme Something Real   |
| 1976                                                | "It'll Come, It'll Come, It'll COme"             | —            | 96           | —            | —            | —            | Come as You Are        |
| 1976                                                | "Somebody Told a Lie"                            | —            | 58           | —            | —            | —            | Come as You Are        |
| 1976                                                | "One More Try"                                   | —            | —            | 9            | —            | —            | Come as You Are        |
| 1976                                                | "Tried, Tested and Found True"                   | —            | 52           | 34           | —            | —            | So So Satisfied        |
| 1977                                                | "So So Satisfied"                                | —            | 27           | —            | —            | —            | So So Satisfied        |
| 1977                                                | "Over and Over"                                  | —            | 39           | —            | —            | —            | So So Satisfied        |
| 1977                                                | "Send It"                                        | —            | 15           | —            | —            | —            | Send It                |
| 1978                                                | "Don't Cost You Nothing"                         | 79           | 10           | 23           | —            | —            | Send It                |
| 1978                                                | "By Way of Love's Express"                       | —            | 35           | —            | —            | —            | Send It                |
| 1978                                                | "It Seems to Hang On"                            | —            | 2            | —            | —            | 48           | Is It Still Good to Ya |
| 1978                                                | "Is It Still Good to Ya"                         | —            | 12           | —            | —            | —            | Is It Still Good to Ya |
| 1979                                                | "Flashback"                                      | —            | 70           | —            | —            | —            | Is It Still Good to Ya |
| 1979                                                | "Found a Cure"                                   | 36           | 2            | 1            | —            | —            | Stay Free              |
| 1979                                                | "Nobody Knows"                                   | —            | 19           | 1            | —            | —            | Stay Free              |
| 1979                                                | "Stay Free"                                      | —            | —            | 1            | —            | —            | Stay Free              |
| 1980                                                | "Love Don't Make It Right"                       | —            | 6            | 7            | —            | —            | A Musical Affair       |
| 1980                                                | "Happy Endings"                                  | —            | 35           | —            | —            | —            | A Musical Affair       |
| 1981                                                | "Get Out Your Handkerchief"                      | —            | 65           | —            | —            | —            | A Musical Affair       |
| 1981                                                | "It Shows in the Eyes"                           | —            | 34           | —            | —            | —            | Performance            |
| 1981                                                | "It's the Long Run"                              | —            | —            | —            | —            | —            | Performance            |
| 1982                                                | "Street Corner"                                  | 56           | 9            | 11           | —            | —            | Street Opera           |
| 1982                                                | "Love It Away"                                   | —            | 20           | —            | —            | —            | Street Opera           |
| 1983                                                | "I'll Take the Whole World On"                   | —            | —            | —            | —            | —            | Street Opera           |
| 1983                                                | "High-Rise"                                      | —            | 17           | 41           | —            | —            | High-Rise              |
| 1983                                                | "It's Much Deeper"                               | —            | 45           | —            | —            | —            | High-Rise              |
| 1984                                                | "It's Not That Tough"                            | —            | 78           | —            | —            | —            | High-Rise              |
| 1984                                                | "Solid"                                          | 12           | 1            | 15           | 34           | 3            | Solid                  |
| 1985                                                | "Outta the World"                                | 102          | 4            | 4            | —            | —            | Solid                  |
| 1985                                                | "Babies"                                         | 102          | 29           | —            | —            | 56           | Solid                  |
| 1986                                                | "Time Talkin'"                                   | —            | —            | —            | —            | —            | Time                   |
| 1986                                                | "Count Your Blessings"                           | 84           | 4            | —            | —            | 79           | Real Love              |
| 1986                                                | "What Becomes of Love"                           | —            | —            | —            | —            | —            | Real Love              |
| 1987                                                | "Nobody Walks in L.A."                           | —            | —            | —            | —            | —            | Real Love              |
| 1989                                                | "I'll Be There for You"                          | —            | 2            | —            | —            | —            | Love or Physical       |
| 1989                                                | "Cookies and Cake"                               | —            | —            | —            | —            | —            | Love or Physical       |
| 1990                                                | "Hungry for Me Again"                            | —            | 40           | —            | —            | —            | Def by Temptation      |
| 1996                                                | "Been Found"                                     | —            | 80           | —            | —            | —            | Been Found             |
| 1997                                                | "What If"                                        | —            | 94           | —            | —            | —            | Been Found             |
| 2001                                                | "We Are Family" (with Various Artists)           | —            | —            | —            | —            | —            | Ej på album            |
| "—" markerar att singeln inte tog sig in på listan. |                                                  |              |              |              |              |              |                        |